# جيم إليوت
جيم إليوت (بالإنجليزية: Jim Elliott)‏ هو سياسي أمريكي، ولد في 26 ديسمبر 1942 في الولايات المتحدة. حزبياً، نشط في الحزب الديمقراطي. وقد انتخب عضو مجلس ولاية مونتانا وانتخب عضو مجلس نواب مونتانا.